# Daniele Schmiedt
Daniele Schmiedt (Palermo, 16 gennaio 1888 – Messina, 4 dicembre 1954) è stato un pittore e grafico italiano.

## Biografia
Daniele Schmiedt nasce a Palermo, il 16 gennaio 1888. Dopo essersi diplomato all’Istituto d’Arte segue i corsi di Francesco Lojacono, presso l' Accademia di Belle Arti di Palermo.
Nel 1911 ottiene la cattedra di Disegno presso “ITC Juvara” a Messina.
La Prima guerra mondiale la combatte in Veneto come ufficiale di complemento, nel corpo dei bersaglieri. Le ferite riportate durante il conflitto lo rendono per sempre claudicante.

## Carriera artistica

### Ricerca pittorica
Daniele Schmiedt è attento ai codici pittorici nazionali e internazionali, costantemente coniugati al suo segno personale caratterizzato dall’empatia.
Durante gli anni Trenta, le tematiche di contenuto sociale diventano centrali nelle sue opere. I personaggi raffigurati sono: operai, muratori, selciatori; sono uomini forti e possenti che faticano.
Durante la seconda guerra mondiale, per sfuggire ai bombardamenti, si allontana da Messina. Proprio in questo periodo trascorso nella sua dimora estiva a Castanea delle Furie, lontano dalla sua casa e dal suo studio, si dedica alla pittura di paesaggio.
Alla fine del conflitto contribuisce alla ricostruzione della città dedicandosi alla decorazione del soffitto ligneo della navata centrale del Duomo di Messina, che era stato bombardato dall’aeronautica inglese.
Nella seconda metà degli anni Quaranta rivolge la sua pietas alle donne: alle operaie che svolgono i lavori più umili, alle prostitute che esercitano per disperazione.
Gli anni cinquanta segnano finalmente la ripresa della città dello stretto, alla quale Schmiedt assiste con rinnovato interesse. Le tele di questo periodo si focalizzano non più sui lavoratori, ma sul nuovo paesaggio urbano che comprende: cantieri edili, arsenali, gazometri. La comparsa dei nuovi soggetti è accompagnata anche da un diverso cromatismo, come per evidenziare una nuova fase della sua poetica.
Si spegne prematuramente a Messina nel 1954.

### Pitture murali
Nella seconda metà degli anni Venti, insieme ad Antonio Bonfiglio, riceve l'incarico per le decorazioni murali del Palazzo Piacentini (Messina) sede del Palazzo di Giustizia.  Vanno attribuite proprio a Schmiedt le decorazioni della Sala del Consiglio, dell’Aula delle Commemorazioni e del Salone di Ricevimento. Nel 1932 inizia la lavorazione dei pannelli decorativi del Palazzo di Giustizia di Vibo Valentia.

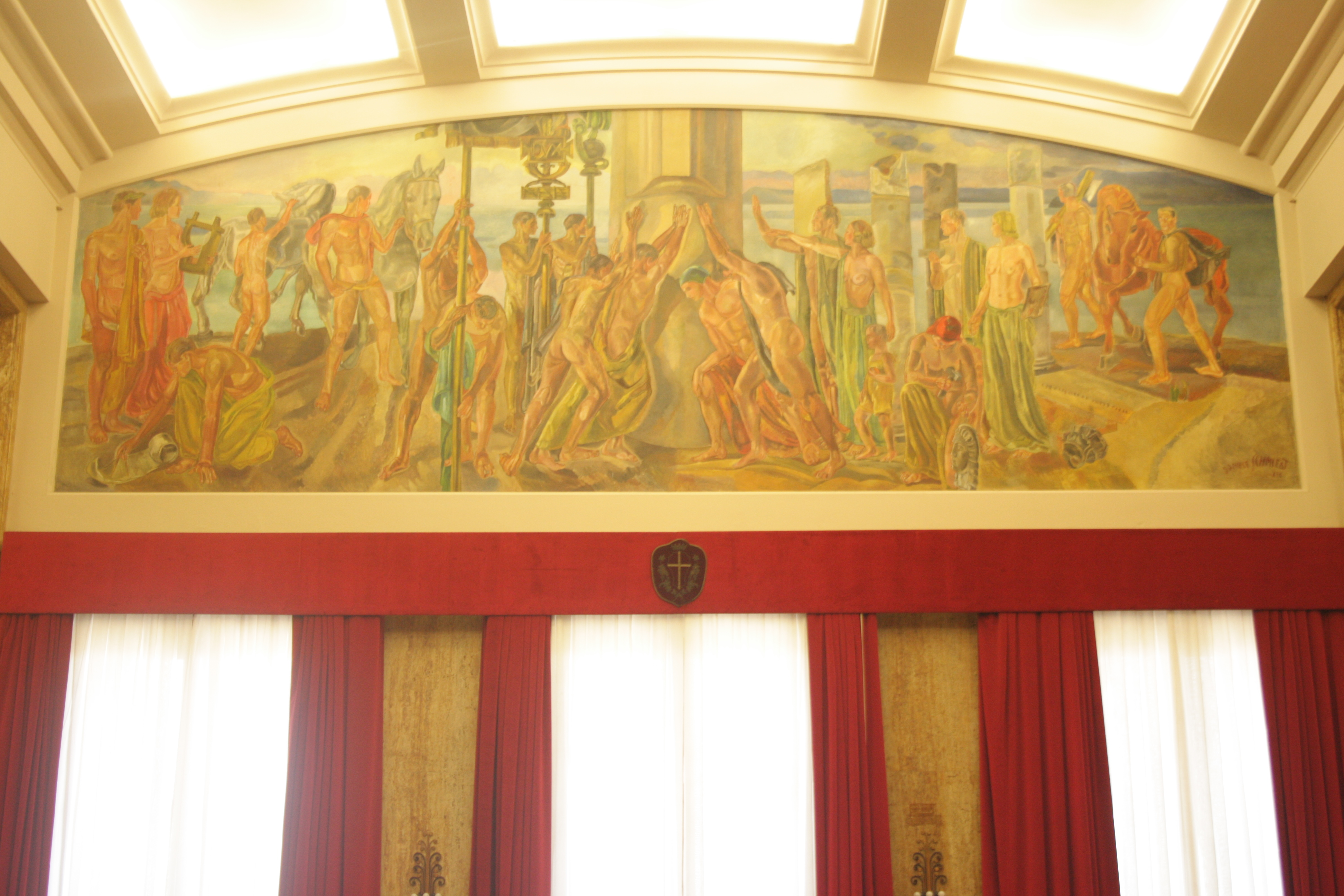
Palazzo Zanca Salone delle Bandiere affresco Daniele Schmiedt

Nel 1939 lavora, insieme a Romano di Stefano ed Elena Meneghini, alle decorazioni murali del Palazzo Zanca sede del Municipio di Messina. Si dedica in particolare alle decorazioni della Sala delle Feste, oggi denominata Salone delle Bandiere della Comunità Europea, dove dipinge l’Apoteosi di Messina Risorta.

### Pensiero
“La mia prima educazione fu impressionistica e a liberarmi da essa fui aiutato dalla pratica della decorazione murale, alla quale mi buttai a corpo perduto. I maligni potranno anche dire che quando ho finito di imbrattare i muri incominciai a imbrattare le tele. Comunque, in esse, nella pratica di questa pittura tento e tenterò di concludere tutto ciò che ho potuto di mestiere imparare”.

## Principali mostre personali e collettive
- XC Esposizione di Belle Arti, Società Amatori e Curatori di Belle Arti, (Roma, '22, '23).
- Mostra d’arte del Circolo Artistico “Antonello da Messina”, (Messina, ’23, ’44, ’45, ’46)
- IV Biennale Calabrese d’Arte e d’Industrie Artistiche, (Reggio Calabria, ’ 26)
- Mostra d’Arte Decorative Siciliane, (Taormina ’28)
- Mostra del Sindacato Provinciale Belle Arti, (Messina,’28, ’33)
- Mostra d'arte del Sindacato siciliano fascista, (Palermo, '29, '32, '33, '34, '35,’36 '38, '39, ‘42)
- Giovani pittori e scultori siciliani, La Camerata degli Artisti, (Roma, '29)
- Mostra della pittura siciliana d’avanguardia, (Tunisi, '31)
- Mostra Calabra d’Arte e dell’Artigianato – Biennale, (Reggio Calabria ’31, ’51)

- Mostra d'arte del Sindacato nazionale fascista di belle arti, ( '33, ‘37)
- Biennale di Venezia, (Venezia, '36)[6]
- Mostra di Sessanta Artisti Italiani, (Palermo, ’37)
- Biennale Mediterranea, (Palermo, ‘47)
- Quadriennale Nazionale d’Arte, (Roma, '48, ‘52)[7]
- Rassegna Nazionale di Arti Figurative, (Roma, ’48)
- Mostra degli Artisti Siciliani Contemporanei, (Venezia, ’49)
- Galleria del Naviglio, Mostra Personale, (Milano, ’50)
- Mostra Personale “Circolo Artistico, Villa Whitaker”, (Palermo, ’51)
- Premio Nazionale Francesco Paolo Michetti, (Francavilla,'52)

## Mostre postume
- V Collettiva di 25 artisti messinesi in onore di Daniele Schmiedt, (Palermo, 1955)
- VII Quadriennale d’Arte di Roma, (Roma, 1956)
- Retrospettiva di Daniele Schmiedt, (Trapani, 1960)
- Opere inedite o poco note di artisti siciliani dal 1800 al 1950, (Palermo, 1972)
- Arte in Sicilia negli anni Trenta, (Marsala, 1996)
- La vetrina dell’OSPE. Artisti a Messina negli anni ’50, (Messina, 1997)
- Gli anni dimenticati. Pittori a Messina tra Otto e Novecento, (Messina, 1998)

- Le ferite dell’essere. Solitudine e meditazione nell’arte siciliana degli anni Trenta, (Agrigento, 2006)
- Da Sciuti a Dorazio. La collezione d’arte moderna della Regione Siciliana, (Palermo, 2011)
- Daniele Schmiedt, un artista siciliano nel Novecento, (Messina, 2012)
- Da Schmiedt a Schmiedt tra intimismo ed impegno, (Palermo, 2013)
- Novecento - Da Pirandello a Guccione, Artisti di Sicilia, (Noto, 2021)

## Daniele Schmiedt nei musei
- Galleria d’Arte Moderna – Palermo